# Autostrada M23
Autostrada M23 (ang. M23 motorway) – brytyjska autostrada rozpoczynająca się na południe od Hooley w hrabstwie Surrey, gdzie oddziela się od drogi A23 i biegnąca do Pease Pottage – na południe od Crawley w West Sussex – gdzie łączy się z A23. Arteria rozpoczyna się na węźle nr 7, stanowiąc 2-milowy (3,2 km) łącznik z autostradą M25 (węzeł nr 8). Następnie z Hooley biegnie koło Redhill, portu lotniczego Gatwick i Crawley odcinkiem o długości 17 mil (27 km). Na węźle nr 9 odchodzi odgałęzienie trasy w kierunku lotniska.

## Historia
Autostradę zbudowano w latach 1972 – 1975, w tym samym czasie gdy powstawała południowa część M25 z Godstone do Reigate (węzły 6 – 8). Obecne zakończenie trasy na węźle nr 7 używa pierwotnych łącznic do A23, zaś wiadukt nad węzłem powstały celem przedłużenia drogi pozostaje nieużywany.
Zaniechanie buowy fragmentu od M25 w kierunku centrum Londynu spowodowało wysokie obciążenie A23 w południowych dzielnicach Londynu ruchem pochodzącym z autostrady. Jest to przeważnie jednojezdniowa droga, z wieloma skrzyżowaniami, sygnalizacją świetlną. Arteria przebiega przez obszary zabudowane, nie będąc przystosowana do natężenia ruchu jakie przenosi.
W 1997 roku pomiędzy węzłami nr 10 i 11 otwarto nowy węzeł (10A), umożliwiający dojazd do nowej dzielnicy Maidenbower w Crawley. Budowa została sfinansowana przez konsorcjum budowlane jako część planu rozwoju dzielnicy. Węzeł posiada ograniczone relacje – zjazd w kierunku południowym i wjazd w kierunku północnym. 

## Niepowstałe odcinki
M23 była planowana jako odciążenie trasy A23 biegnącej przez Streatham, Thornton Heath, Purley oraz Coulsdon w południowym Londynie i według pierwotnych założeń miała zakończyć się w Streatham Vale na węźle z obwodnicą Ringway 2 (która miała być następcą South Circular Road, A205), częścią kontrowersyjnego planu London Ringways.
We wcześniejszej wersji projektu London Ringways autostrada miała biec dalej w kierunku centrum Londynu i połączyć się z łącznicą Balham Loop obwodnicy Ringway 1 (tzw. London Motorway Box – pierścień autostrad londyńskich) w Tooting. Koncepcja ta została zaniechana w 1967 roku, kiedy zmieniono północne zakończenie na Ringway 2. Podczas gdy północny odcinek trasy nie miał definitywnie ustalonego przebiegu, zatwierdzono plan trasy na południe o granicy Wielkiego Londynu, w Hooley.
W 1972 roku wykreślono z planów południowy fragment Ringway 2 i przedstawiono alternatywną koncepcję o połączeniu M23 z Ringway 1 w Londynie. Pomysł ten odrzuciła Rada Wielkiego Londynu (ang. Greater London Council), ogłaszając, że nie powstanie ta obwodnica. Oznaczało to, że gdyby zbudowano autostradę do Londynu nie miałaby ona potrzebnej na północy autostrady rozprowadzającej ruch na wschód i zachód miasta. Projekt M23 został mocno okrojony, pomijając odcinek przez Mitcham Common i kończąc arterię w niekorzystnym miejscu na Croydon Road (A232) nim wstrzymano go.
Pod koniec lat 70. obszar wzdłuż planowanej osi autostrady uległ degradacji i pomimo ostatecznego zaniechania planów budowy w latach 80. spora część terenu zarezerwowanego pod arterię była pod zarządem Departamentu Transportu aż do połowy lat 90. 
Brakująca część autostrady i jej sześć węzłów na północ od Hooley nie powstały z powodu odmowy finansowania budowy przez Radę Wielkiego Londynu oraz ogromnego sprzeciwu wobec powstania obwodnic gdziekolwiek indziej w Londynie. Jednakże wielkość czteropoziomowego węzła między autostradami M23 i M25, jednego z trzech w całej Wielkiej Brytanii, świadczy o ważności arterii w tamtych czasach.

## Rozbudowa

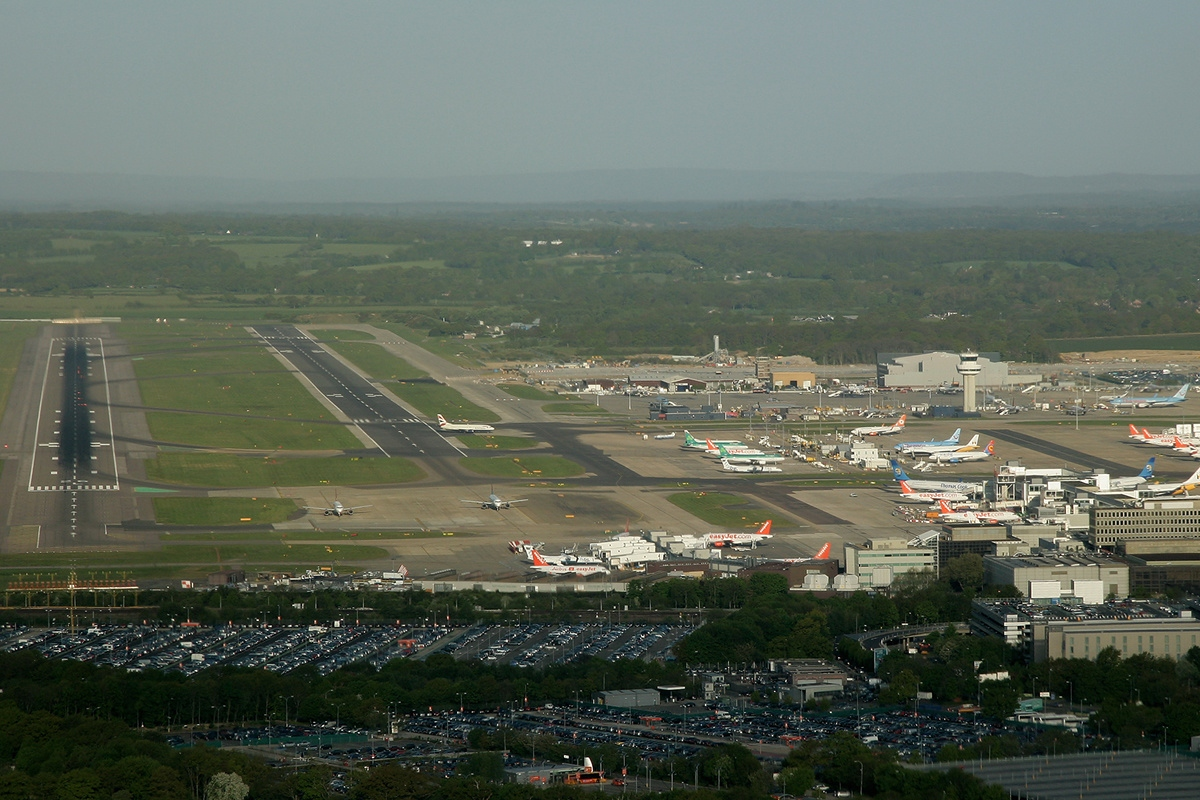
W pobliżu autostrady funkcjonuje port lotniczy Gatwick

Na początku lipca 2018 roku rozpoczęto prace nad rozbudową fragmentu M23 do autostrady z ruchem na wszystkich pasach ruchu, łącznie z awaryjnym. Prace trwają na odcinku od węzła 8 (z M25) do węzła 10 z A264. Przewidywany koniec ma nastąpić na początku 2020 roku, zaś budżet przewidziany na realizację ma wynieść 164 miliony funtów. Głównym celem przebudowy jest poprawienie dojazdu do portu lotniczego. Zakres prac zakłada dopuszczenie jazdy po wszystkich pasach ruchu, 12 nowych zatok awaryjnych, nowe betonowe bariery między jezdniami zamiast obecnie istniejących stalowych, nowe ekrany akustyczne, zmienne ograniczenia prędkości oraz dwie nowe łącznice awaryjne.